# Теорія стейкхолдерів
Теорія стейкхолдерів — теорія зацікавлених сторін — це теорія організаційного менеджменту та бізнес-етики, яка враховує численні групи, на які впливають суб'єкти господарювання, як-от працівники, постачальники, місцеві громади, кредитори та інші. Вона розглядає мораль і цінності в управлінні організацією, як такі, що пов'язані з корпоративною соціальною відповідальністю, ринковою економікою та теорією суспільного договору.

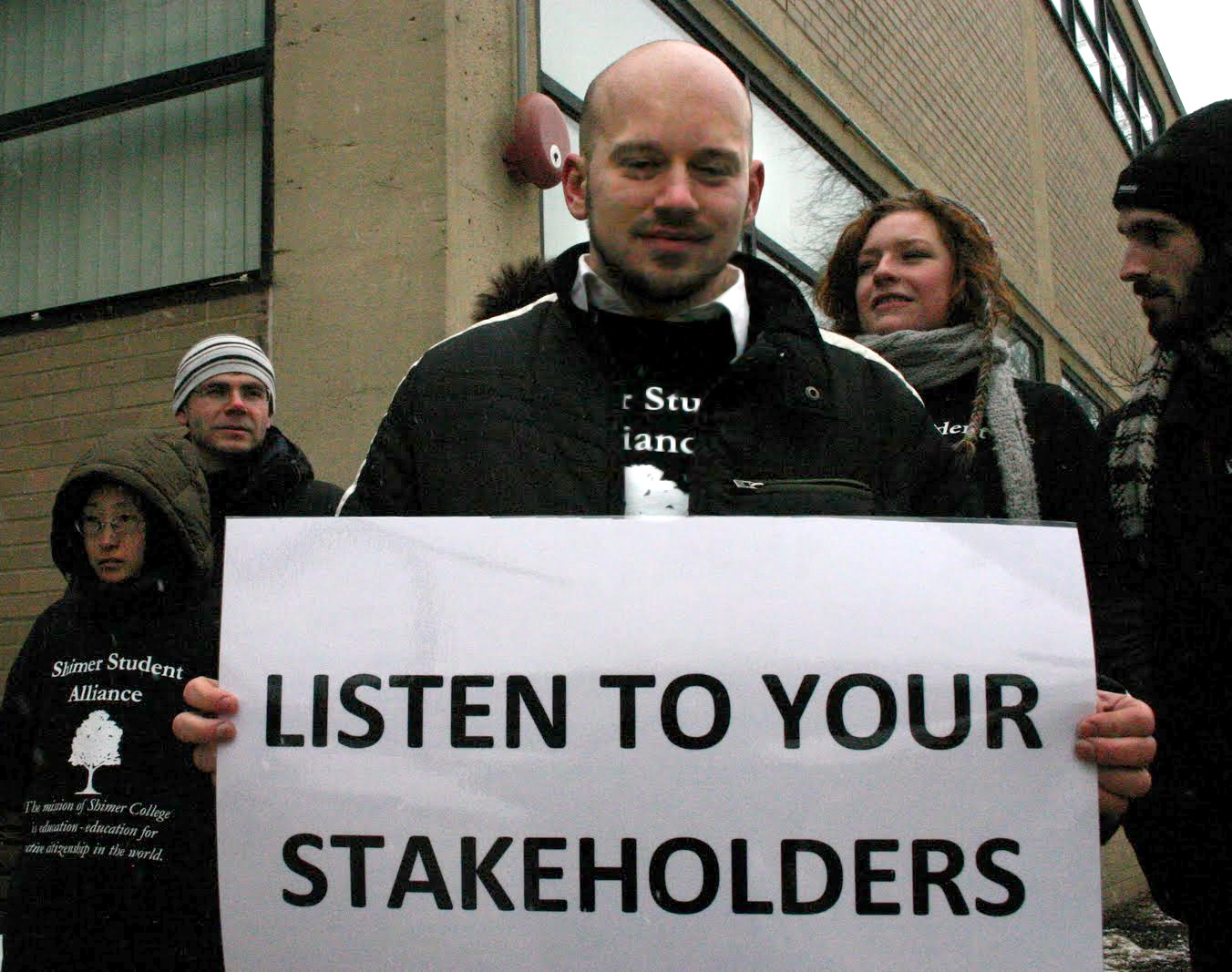
Протестуючі студенти, які посилаються на теорію зацікавлених сторін у Shimer College у 2010 році

Погляд зацікавлених сторін на стратегію об'єднує погляди на основі ресурсів і погляди на ринку, а також додає соціально-політичний рівень. Одна з поширених версій теорії стейкхолдерів спрямована на визначення конкретних стейкхолдерів компанії (нормативна теорія ідентифікації стейкхолдерів), а потім дослідження умов, за яких менеджери розглядають ці сторони як стейкхолдерів (дескриптивна теорія стейкхолдерів).
У таких галузях, як право, управління та людські ресурси, теорії зацікавлених сторін вдалося кинути виклик звичайним структурам аналізу, припустивши, що потреби зацікавлених сторін повинні ставитися на початку будь-якої дії. Деякі автори, такі як Жоффруа Мюрат, намагалися застосувати теорію зацікавлених сторін до нерегулярних воєн